# Klaus Becher

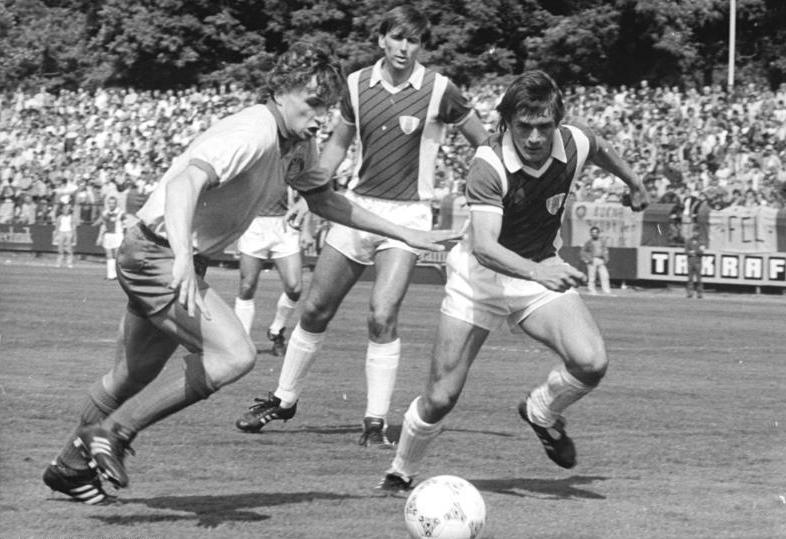
Klaus Becher (rechts) mit Heiko Scholz (links) und Volker Schmidt im Jahr 1987

Klaus Becher (* 22. Oktober 1960) ist ein deutscher ehemaliger Fußballspieler, der zwischen 1979 und 1987 in der DDR-Oberliga, der höchsten Liga im DDR-Fußball, aktiv war.

## Sportliche Laufbahn
Als 16-Jähriger schloss sich Klaus Becher dem DDR-Oberligisten Sachsenring Zwickau an. Im Männerbereich bestritt er seine ersten Spiele in der Saison 1978/79 mit der 2. Mannschaft der Zwickauer in der drittklassigen Bezirksliga Karl-Marx-Stadt. Zur Saison 1979/80 wurde er in den Oberligakader übernommen, wurde aber nur in neun Oberligaspielen eingesetzt und absolvierte als Stürmer nur zwei Partien über 90 Minuten. Erst in den beiden folgenden Spielzeiten konnte er sich im Angriff mit 38 Spielen und vier Toren im Stammaufgebot etablieren. Auch zu Beginn der Spielzeit 1982/83 bestritt er die ersten zwölf Punktspiele, schied danach aber für elf Monate aus dem Zwickauer Kader aus. Im November 1984 tauchte er wieder bei der BSG Sachsenring auf, dessen 1. Mannschaft inzwischen in der zweitklassigen DDR-Liga spielte. Bis zum Saisonende kam er noch in 15 Punktspielen zum Einsatz. Davon stand er jedoch nur sechsmal in der Startelf, kam aber zweimal zum Torerfolg. Damit hatte er nur bedingt Anteil am Wiederaufstieg von Sachsenring. In der Oberligasaison 1985/86 war Becher in der Hinrunde als Stürmer nur Ersatzspieler und stand bei seinen elf Einsätzen nur einmal zu Beginn auf dem Platz. Erst als ihn Trainer Jürgen Croy in der Rückrunde in die Abwehr versetzte, fand Becher seinen Stammplatz, bestritt alle dreizehn Oberligaspiele und beendete die Saison mit zwei weiteren Toren. Die Mannschaft musste jedoch erneut in die DDR-Liga absteigen. Seine letzte Fußballsaison in Zwickau absolvierte Klaus Becher 1986/87. Nachdem er in der Hinrunde noch neun der 13 Ligaspiele nun hauptsächlich im Mittelfeld bestritten hatte, kam er in der Rückrunde nur noch zu einem Kurzeinsatz.
Anschließend wechselte Becher zum Oberligisten Wismut Aue. Dort kam er bis zum sechsten Spieltag der Saison 1987/88 nur einmal als Verteidiger und dreimal als rechter Stürmer zum Einsatz. Zuvor hatte er für die BSG Wismut an fünf von sechs Spielen im Intertoto-Cup 1987 und im UEFA-Pokal-Spiel Valur Reykjavík – Wismut Aue (1:1) teilgenommen. Danach verschwand er wieder aus dem Oberligakader. Zur Rückrunde tauchte er beim DDR-Liga-Vertreter Chemie Böhlen wieder auf und absolvierte dort 16 der 17 Punktspiele, in denen er ein Tor erzielte. In der Hinrunde 1988/89 fehlte er in den 17 Spielen nur viermal, und nach einer Pause von fünf Spielen wurde er anschließend neunmal wieder als Rechtsaußenspieler eingesetzt. Diesmal blieb er ohne Torerfolg.
Zur Saison 1989/90 wechselte Becher zum DDR-Liga-Aufsteiger DKK Krumhermersdorf. Er bestritt dort nur drei Ligaspiele zu Beginn der Spielzeit. Als die Mannschaft wieder in die Bezirksliga absteigen musste, war für den 29-jährigen Klaus Becher die Karriere im höheren Ligenbereich beendet.